# 圣若泽-杜斯拉穆斯
圣若泽-杜斯拉穆斯是巴西帕拉伊巴州的一个市镇。总面积98.229平方公里，总人口5006人，人口密度51人/平方公里。